# 士兵

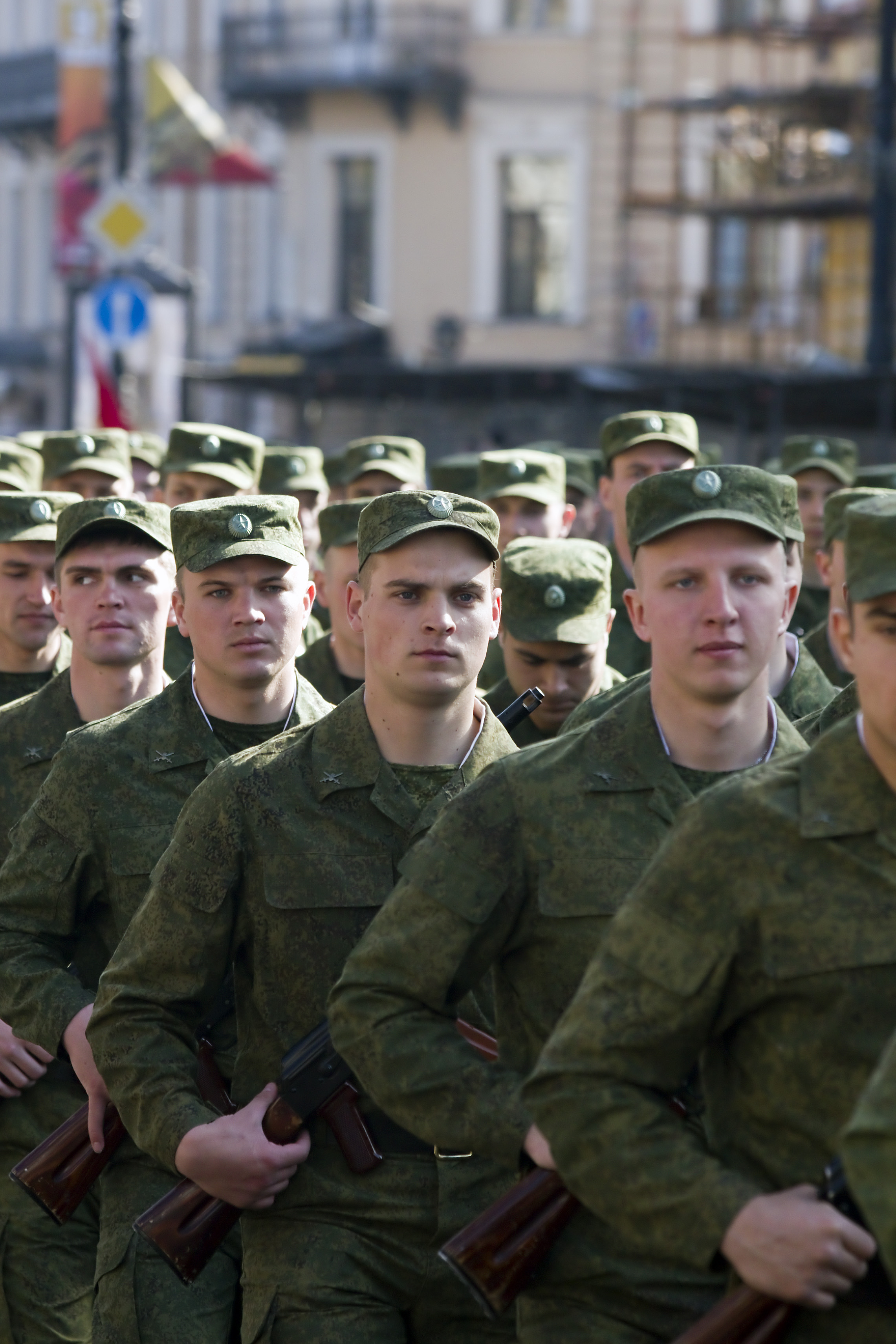
行軍中的俄羅斯士兵，2014年在聖彼得堡

士兵或兵，在其最一般的意義上說，是自願或義務兵役制根據招募到的人以保衛國家的主權，接受培訓和裝備，以保衛國家和它的利益。作為這些武裝部隊的一員，士兵成為軍隊中的基層軍人。在戰士的軍隊中鴻溝群體通常在裝備或武器不同區分不同的兵種，如憲兵，步兵，騎兵，砲兵，裝甲兵，航空兵（飛官），傘兵，空降兵，海軍陸戰隊等。

## 語源
會意字，上面為斧的象形，下面是左右手。表示兩隻手握著兵器

## 兵種
在大多數軍隊中，由於軍事職業日益專業化，需要不同領域的知識和技能，因此使用“士兵”一詞具有更普遍的含義。因此，“士兵”是指反映個人軍事職業專長，服務或軍隊就業部門，其單位類型或業務工作或技術用途的名稱或職級，例如：憲兵，步兵，砲兵，飛彈兵，裝甲兵，突擊隊，龍騎兵，傘兵，空降兵，遊騎兵，擲彈兵，狙擊手，特種部隊，生化兵，化學兵，通訊兵，運輸兵，工兵，工匠，偵查兵，文書兵，行政兵，後勤兵，補給兵，美術兵，軍樂兵，軍醫，軍法，政治委員。

## 女性士兵
據聯合國統計，全世界所有士兵中有10-30％是女性。

## 參考文獻

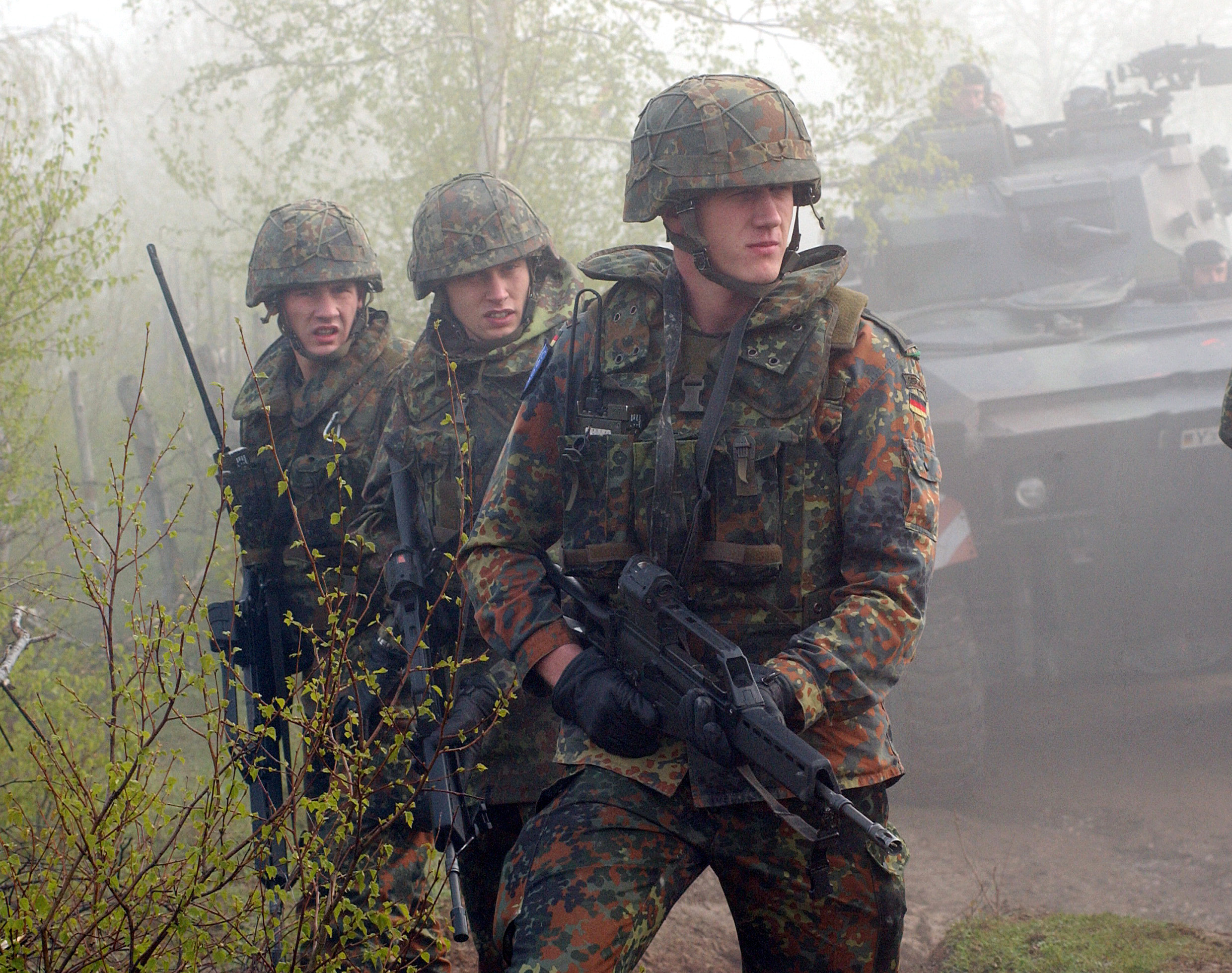
德國聯邦國防軍正在進行演習